# 知覧駅
知覧駅（ちらんえき）は、かつて鹿児島県川辺郡知覧町大字郡（現・南九州市知覧町郡）にあった鹿児島交通知覧線の駅（廃駅）である。知覧線の終着駅であった。
当駅は当時、知覧の街の西端に近い場所に位置していた。

## 歴史
- 1930年（昭和5年）11月15日：薩南中央鉄道の薩摩川辺 - 当駅間延伸と同時に開業[1]。
- 1943年（昭和18年）4月2日：薩南中央鉄道が南薩鉄道に吸収合併され、同社知覧線の駅となる。
- 1965年（昭和40年）11月15日：知覧線廃止に伴い廃駅[1]。

## 駅構造
地上駅であった。

## 廃止後の現状
廃止後、駅の跡地は代替路線をはじめとするバスターミナルに転用され、現在も使用されている。1980年代後半までは、当時の駅舎や駅名標も残存していたが、いずれも老朽化のために撤去された（駅名標は鹿児島交通加世田営業所に保管されている）。

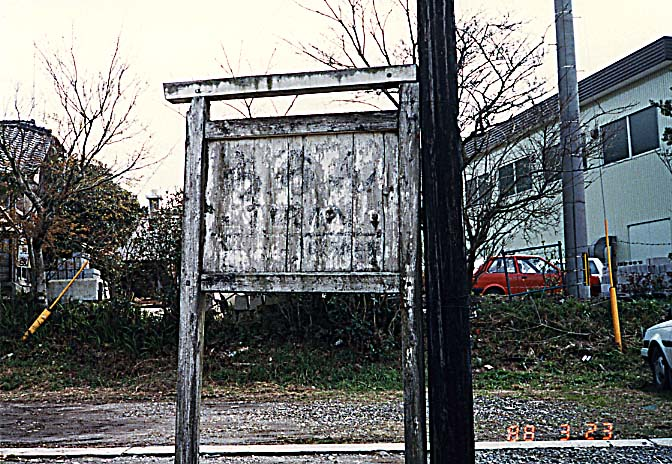
駅名標（1988年3月）

## 隣の駅
鹿児島交通
知覧線
城ヶ崎駅 - 知覧駅